# خشفة أم عدسة
خشفة أم عدسة قرية سوريّة تتبع إداريّاً لمحافظة حلب منطقة منبج ناحية مركز منبج، بلغ تعداد سكانها 332 نسمة حسب التعداد السكاني لعام 2004.